# Sonnenau
Sonnenau, auch Der rote Vogel (schwedisch Sunnanäng) ist eine Geschichte von Astrid Lindgren.

## Handlung
Die Eltern der kleinen Geschwister Anna und Mattias sind verstorben. Deshalb leben sie auf dem Hof des Myrabauern. Der Myrabauer nutzt die beiden nach Strich und Faden aus. Sie müssen hart arbeiten. Spielen dürfen sie nicht. Daher freuen sie sich schon auf die Schule, die sie ab dem Winter besuchen dürfen. In der Schule hoffen sie, sich nicht mehr wie zwei graue Mäuse zu fühlen. Doch kaum hat die Schule begonnen stellen sie fest, dass es auch in der Schule nicht anders wird.
Gerade, als Anna diese Feststellung auf ihrem Heimweg ausspricht, erscheint ein roter Vogel. Die beiden Kinder folgen dem Vogel. Dieser führt sie in ein warmes, schönes Land namens Sonnenau. In diesem gibt es ganz viele Kinder, die mit Anna und Mattias spielen. Dort gibt es auch eine Mutter, die die Mutter aller Kinder ist, auch die Mutter von Mattias und Anna. Die Geschwister haben viel Spaß in dem Land, machen sich aber bald auf den Heimweg. Sie erfahren, dass die Pforte zu ihrem Heimatland, wenn sie einmal geschlossen ist, nie wieder geöffnet werden kann. So gehen Anna und Mattias immer wieder nach der Schule nach Sonnenau. Auch an ihrem letzten Schultag gehen sie dorthin. Sie schließen die Pforte und beschließen, für immer dort zu bleiben.

## Veröffentlichungen
1959 wurde Sonnenau in dem schwedischen Buch Sunnanäng (deutsche Ausgabe: Klingt meine Linde) mit mehreren Kurzgeschichten erstveröffentlicht. Dieses Buch illustrierte Ilon Wikland. Später wurde das Buch in Schweden als einzelnes Bilderbuch herausgebracht, illustriert von Marit Törnqvist. In Deutschland erschien das Bilderbuch erstmals 2003 beim Oetinger Verlag. Es wurde von Anna-Liese Kornitzky ins Deutsche übersetzt.
1992 wurde die Geschichte vom Verlag Deutsche Grammophon auf Kassette veröffentlicht. Der Erzähler ist Manfred Steffen.

## Interpretation
Astrid Lindgren schrieb einst: „Sicher glaubt ein erwachsener Leser, auch ich, [...] dass Mattias und Anna der Winterkälte zum Opfer fallen, bevor sie ihre Sonnenau erreichen. Aber alle Kinder – auch das Kind in mir – wissen, dass es nicht so ist. [...] Mattias und Anna verschließen lächelnd die Pforte, die die Kälte und Dunkelheit des Winterwaldes von der Sonnenau des ewigen Frühlings trennt.“ Damit nennt Lindgren zwei Interpretationsmöglichkeiten, die der Erwachsenen und der Kinder, gleichzeitig spricht sie vom Glauben der erwachsenen Leser und dem Wissen der kindlichen Leser. Susanne Gascke von der Zeit interpretiert es so, dass Erwachsene „diese Illusion von – oder die berechtigte Hoffnung auf? – Erlösung“ nicht zerstören dürften. Hingegen könnten sie als „Desillusionierte und Hoffnungslose“, von ihren Kindern wieder lernen, wie sie glauben können, dass es ein glückliches Ende für die Kinder gibt.

## Ausstellungen, Projekte und Workshops
Das Buch Sonnenau wurde für Projekte in verschiedenen Ländern genutzt.
Das Urheberrecht des Buches im Iran wurde dem Koodaki Institut für die Erforschung der Geschichte der Kinderliteratur von Marit Törnqvist und der Familie von Astrid Lindgren geschenkt. Das Institut nutzt das Buch für das Read with Me-Projekt in Gebieten des Irans, in denen Kinder einen schlechteren Zugang zu Bildung haben. Im Read with Me-Projekt werden beispielsweise Geschwister dazu animiert, sich einander Geschichten vorzulesen oder Kinder werden dazu angeleitet ihre Bücher mit anderen Kindern zu teilen. So soll ihnen geholfen werden wichtige Kompetenzen, die sie für die Schule brauchen, zu erlernen.
Illustratorin Marit Törnqvist nutzte das Buch bei Workshops für verschiedene Kindergruppen in Isfahan und Teheran. Diese sollten benachteiligten Kindern das Lesen näher bringen.
In Schweden wurde das Buch, in der arabischen Fassung, an 30.000 Flüchtlingskinder verschenkt. Das Projekt wurde von der Saltkråkan AB, der Firma der Familie von Astrid Lindgren, und dem Kinderbuchverlag Rabén & Sjögren initiiert. Es entstand in Zusammenarbeit mit der Migrationsagentur und Save the Children. Die Initiative für das Projekt stammte von Marit Törnqvist. Diese besuchte einen Asylunterkunftskomplex und brachte eine Kopie des ins Arabische übersetzten Buches mit. Die Reaktionen von Erwachsenen und Kindern waren sofort spürbar – sie blätterten herum, lasen, deuteten und lachten. Sie war der Meinung, dass das Buch allen Arabisch sprechenden Kindern in ihrer eigenen Sprache als Willkommensgeschenk übergeben werden sollte. Sie hoffe, dass Schweden für die Kinder auch eine Art von Sonnenau werde.
In Marburg wurde das Buch für die Veranstaltung Deutsche und arabische Kinder lesen ein Märchen von Astrid Lindgren genutzt, in der unter anderem Kontakt zwischen deutschen und arabischen Kindern gefördert wurde.
Törnqvists Illustrationen für das Buch wurden in verschiedenen Museen und Bibliotheken ausgestellt. Darunter waren die New York Public Library, das Canoon Cultural Centre im Iran, das schwedische Museum Näktergalen, die Bibliotheek Rotterdam, das CODA Museum in Apeldoorn, die Openbare Bibliotheek Amsterdam und das Rathaus in Aalsmeer.

## Rezeption
Sonnenau ist Namensgeber einiger deutscher Einrichtungen, wie Familienzentren, Kindergärten oder Hospizen.
Sonnenau bekam überwiegend positive Kritiken, wenngleich sich Kritiker uneinig über die Interpretation des Endes sind. Auch über das Alter, in dem Kinder die Geschichten lesen sollten besteht keine einheitliche Meinung. Kirikus Reviews empfiehlt das Buch beispielsweise für Kinder von acht bis zehn Jahren und Ikvindlezenleuk.nl ab sechs Jahren, während Kinderbuchlesen.de es für Kinder von vier bis sechs Jahren empfiehlt.
Axel Schmitt findet, Sonnenau sei „eine sehr traurige Geschichte, die gleichwohl zu den besten Märchen aus Astrid Lindgrens Feder“ gehöre, die „bezaubernden Illustrationen von Marit Törnqvist“ seien die „kongeniale Umsetzung dazu“. Er meint: „Wie Sonne gehört auch Schatten zum Leben, zum Lachen auch unerträgliches Leid; genau das erzählt Astrid Lindgren so schlicht und ergreifend, dass es für Kinder begreifbar wird und sie lernen können, dass Phantasie manch schlechte Zeit erträglicher macht.“
Swantje Thiele meint, dass Sonnenau „in einer märchentypischen, bildhaften Sprache geschrieben“ sei. Das „Motiv des Todes“ werde „so auf subtile Art und Weise behandelt, da die Geschehnisse grundsätzlich verschiedene Interpretationen“ ermögliche. Außerdem sei der Tod in dem Märchen „gleichzeitig mit Hoffnung und Wunder verbunden.“ Das Märchen mache deutlich, dass „Fantasie dem Menschen in schweren Zeiten helfen“ könne. Das Märchen sei sowohl für Kinder als auch Erwachsene lesenswert. Es rege zum Weiterdenken an.
The Bulletin of the Center for Children's Books lobt Törnqvists Illustrationen: „Ölillustrationen in kalten und grauen Erdtönen unterstreichen die Trockenheit des Lebens der Kinder mit dem Bauern und bilden einen lebhaften Kontrast zu den lichtdurchfluteten Gemälden von Sonnenau, die in Grün und Gold getränkt sind und von Scharlachrot berührt werden.“